# Przełęcz Wapiennicka
Przełęcz Wapienicka (504 m) – przełęcz w Beskidzie Małym, w Paśmie Bliźniaków ciągnącym się od doliny Wieprzówki w Andrychowie po dolinę Skawy na wschodzie. Znajduje się pomiędzy Wapienicą (531 m) a Przykraźnią (553 m). Na przełęczy jest polanka wąskim przesmykiem łącząca się z polami uprawnymi miejscowości Zagórnik, które pasem wzdłuż potoka podchodzą niemal pod same siodło przełęczy. Na wysokości 475 m ma tu swoje źródła potok będący jednym z dopływów Wieprzówki
Na Przełęczy Wapienickiej znajduje się skrzyżowanie dwóch szlaków turystycznych.
Szlaki turystyczne
 Andrychów – Pańska Góra – Przełęcz Pańska – Czuby (Kobylica) – Przełęcz Biadasowska – Wapienica – Przełęcz Wapienicka –  Przykraźń – Panienka – Susfatowa Góra – Przełęcz Kaczyńska – Narożnik – przełęcz Sosina – Czuba – Gancarz – Czoło – Przełęcz pod Gancarzem – Groń Jana Pawła II
 Inwałd – Przełęcz Wapienicka – Przykraźń – Panienka – Kokocznik – Bliźniaki – Przełęcz Czesława Panczakiewicza – Łysa Góra – Iłowiec – Gorzeń